# Доннедьё де Вабр, Анри
Анри Доннедьё де Вабр (фр. Henri Donnedieu de Vabres; 8 июля 1880, Ним — 14 февраля 1952, Париж) — французский юрист, судья; руководил курсом гражданского судопроизводства в Университете Монпелье (1914), профессор уголовного права в Парижском университете и директор Парижского института криминологии. Являлся главным французским судьёй во время Нюрнбергского процесса (1945—1946); консультант при составлении текста конвенции ООН «о предупреждении геноцида».

## Биография
Доннедье родился в Ниме в протестантской буржуазной семье. Учился в Университете Монпелье, окончил юридический факультет в 1906 году. 
В 1914 году он читал курс гражданского судопроизводства в Университете Монпелье. После Первой мировой войны он был назначен профессором юридического факультета в Париже, где в течение тридцати лет возглавлял кафедру уголовного права. В то же время он занялся международным уголовным правом и в связи с этим участвовал в многочисленных международных форумах в Париже, Европе и США.
В 1928 году он опубликовал книгу «Современные принципы международного уголовного права». Эта книга была переиздана во Франции в 2005 году. В своем заключении он писал: «Только привязанность уголовного права к идее морального долга делает его предписания признанными обязательными для всего человечества… Только закон выше государства может претендовать на привилегию универсальности…»
Анри Доннедье умер в Париже в 1952 году. Его внук Рено Доннедьё де Вабр стал министром культуры Франции (2004—2007).

## Работы
- Les principes modernes du droit pénal international, 1928.